# Gunrum

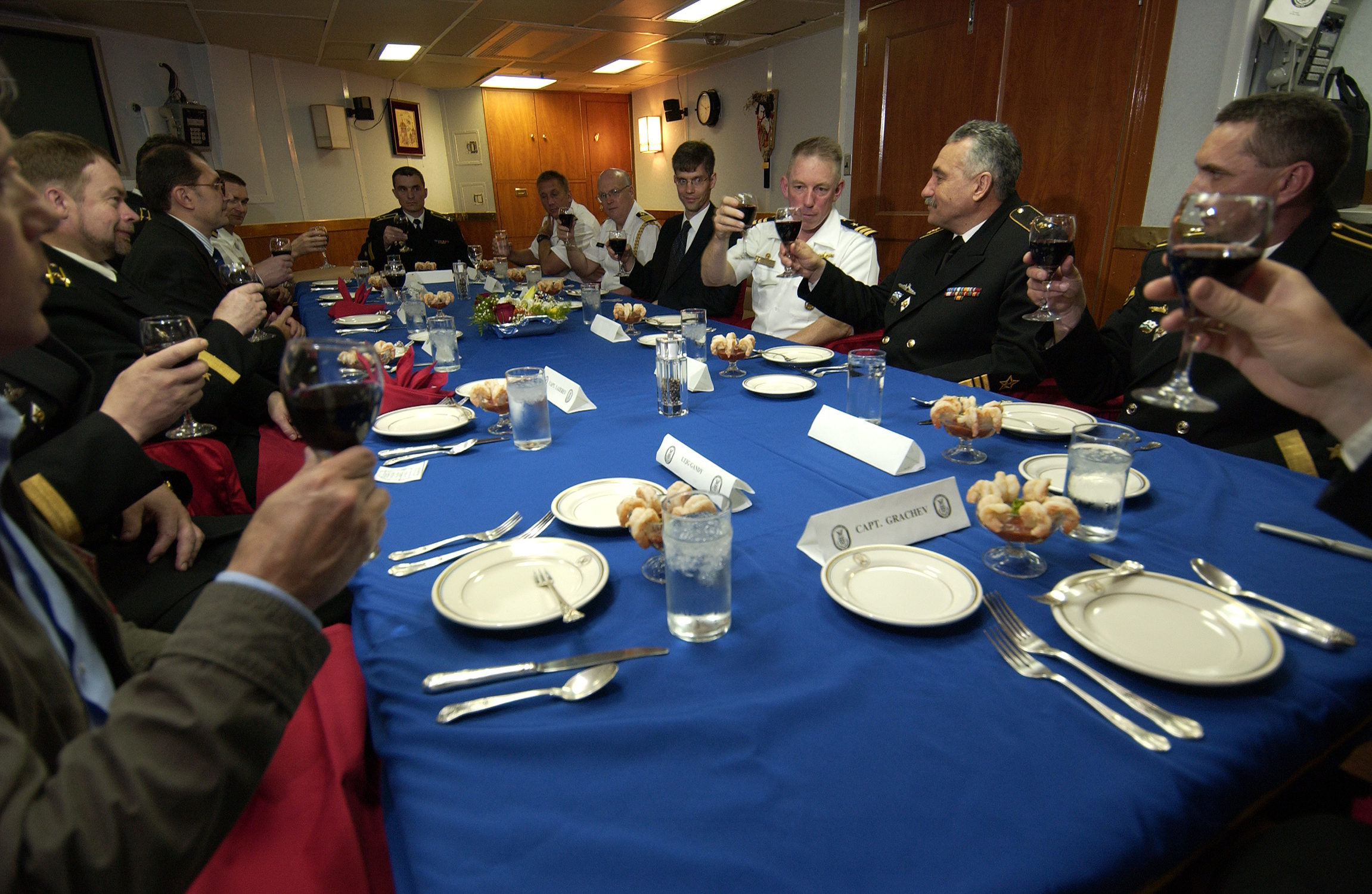
Middag i gunrummet på juli 2005. Skeppets befälhavare skålar med kommendanten för ryska stillahavsflottan.

Gunrum är den svenska beteckningen på officersmässen ombord på örlogsfartyg. Ordet är ett lånord från engelskans gunroom, kanonrum, som användes som beteckning på de yngre officernas mäss på brittiska örlogsfartyg (de äldre officerarna mässade i ett "wardroom" vilket även är den korrekta översättningen till engelska av det svenska "gunrum"). 
Det engelska namnet "gunroom" kommer av att fartygets artilleriofficerare (gunners), som ansvarade för avfyrandet av kanonerna i äldre tider, hade denna särskilda sov- och matplats ombord. Rummet användes alltså inte för att förvara kanoner i.